# محطة قطار بارو هافن
محطة قطار بارو هافن (بالإنجليزية: Barrow Haven railway station)‏‏ هي محطة قطار في المملكة المتحدة، تُشغلها قطارات إيست ميدلاند. افتُتحت هذه المحطة في 1 مارس 1849، ويبلغ عدد مسارات أرصفتها 1.